# Dubai Duty Free Tennis Championships 2019
Die Dubai Duty Free Tennis Championships 2019 waren ein Tennisturnier der WTA Tour 2019 für Damen und ein Tennisturnier der ATP Tour 2019 für Herren in Dubai. Das Damenturnier der WTA fand vom 17. bis 23. Februar 2019, das Herrenturnier der ATP vom 25. Februar bis 3. März statt.

## Herrenturnier
→ Qualifikation: Dubai Duty Free Tennis Championships 2019/Herren/Qualifikation

## Damenturnier
→ Qualifikation: Dubai Duty Free Tennis Championships 2019/Damen/Qualifikation